# Бульвар Михайла Грушевського (Біла Церква)
Бульвар Михайла Грушевського — одна з вулиць у місті Біла Церква.
Починається від вулиці Івана Кожедуба і закінчується виходом до вулиці Ярослава Мудрого, розташований у центральній частині міста.

## Будівлі
- Супермаркет оздоблювальних та будівельних матеріалів «Будмаркет» — Бульвар Михайла Грушевського, 71[1].

## Історія
До 2016 року мав назву бульвар 1 Травня.